# بطولة الخليج لهوكي الجليد
بطولة الخليج لهوكي الجليد (بالإنجليزية: Gulf Ice Hockey Championship)‏ هي منافسة هوكي الجليد دولية بين دول  مجلس التعاون لدول الخليج العربية، تشارك بها منتخبات الإمارات و الكويت و قطر و البحرين و السعودية و سلطنة عمان، بدأت في سنة 2010 ويعتبر منتخب الإمارات الفائز الوحيد بهذه البطولة حيث فاز بها 4 مرات.